# Place Charles-Laganne
Esplanade Jean-Dieuzaide
La place Charles-Laganne (en occitan : plaça Carles Lagana) est une voie de Toulouse, chef-lieu de la région Occitanie, dans le Midi de la France. Depuis 2004, le cœur de la place est l'esplanade Jean-Dieuzaide.

## Situation et accès

### Description
La place Charles-Laganne et l'esplanade Jean-Dieuzaide sont deux voies publiques. Elles se trouvent dans le quartier Saint-Cyprien, dans le secteur 2 - Rive gauche. 
La place Charles-Laganne est une place d'une superficie d'environ 4 000 mètres carrés, qui forme un triangle irrégulier et allongé, dont la base, à l'ouest, fait 131 mètres, et la hauteur, d'est en ouest, 44 mètres. Elle se forme au débouché de la rue Charles-Laganne et elle est limitée, à l'est, par le mur de la digue du cours Dillon. Elle reçoit, à l'ouest la rue du Pont-Vieux et la rue de la Laque. La place est limitée au nord par la voie qui relie le Pont-Neuf et la rue de la République. Elle est prolongée, au-delà, par la rue Charles-Viguerie.
La chaussée compte une voie de circulation automobile dans chaque sens. Elle est définie comme une zone de rencontre et la circulation est limitée à 20 km/h. En revanche, il n'existe pas de piste, ni de bande cyclable.

### Voies rencontrées
La place Charles-Laganne rencontre les voies suivantes, dans l'ordre des numéros croissants :
1. Pont-Neuf
2. Rue Charles-Viguerie
3. Rue de la République
4. Rue de la Laque
5. Rue du Pont-Vieux
6. Rue Charles-Laganne

### Transports
La place Charles-Laganne est traversée et desservie par la navette Ville. La station de métro la plus proche est la station Saint-Cyprien - République sur la ligne de métro .
Il existe une station de vélos en libre-service VélôToulouse sur la place Charles-Laganne, la station no 75 (12 place Laganne).

## Odonymie

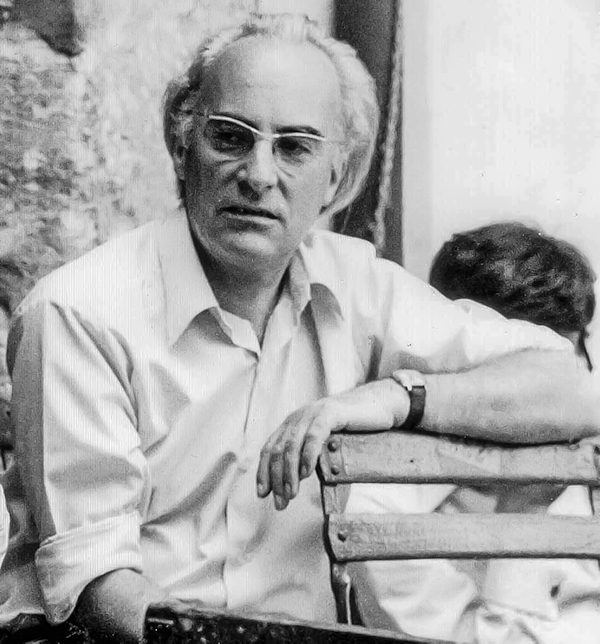
Jean Dieuzaide aux Rencontres internationales de la photographie d'Arles en 1975.

Ce n'est qu'en 1824 qu'on se préoccupa de donner un nom à la petite place qui s'ouvrait au bas du cours Dillon et du Pont-Neuf. Comme on venait d'y bâtir le Château d'eau, ce fut naturellement la place du Château-d'Eau. En 1842, on lui donna le nom de Laganne, pour honorer la mémoire de Charles Laganne : avocat, procureur du roi au parlement, capitoul en 1753, il avait légué à la ville, à sa mort en 1789, la somme de cinquante mille livres afin de « distribuer des eaux de la Garonne, pures, claires et agréables à boire ».
Le 17 décembre 2004, le cœur de la place, entre la rue du Pont-Vieux et la rue de la Laque, a été renommé esplanade Jean-Dieuzaide, en l'honneur du photographe toulousain Jean Dieuzaide (1921-2003). Il participa, en particulier, à la création des Rencontres internationales de la photographie d'Arles en 1970 et à l'ouverture de la galerie du Château d'eau en 1974.

## Patrimoine et lieux d'intérêt

### Château d'eau
Inscrit MH (1987).
Le Château d'eau s'élève à l'est de la place Charles-Laganne, à proximité immédiate du Pont-Neuf et du cours Dillon. Le projet d'un château d'eau fournissant une eau potable aux habitants de la ville, envisagé depuis le XVIIe siècle, aboutit après la Révolution française grâce au legs de Charles Laganne. La construction du château d'eau, dont la construction menée par l'architecte de la ville Jean-Antoine Raynaud est terminée en 1825, s'accompagne de l'érection de plusieurs fontaines et de bornes-fontaines publiques. En 1974, le photographe Jean Dieuzaide établit dans le château d'eau une galerie municipale d'exposition photographique,.

### Immeubles
- no  8 : manufacture de coton et laine. 
L'immeuble a été construit à la fin du XVIIIe siècle ou au début du siècle suivant. La façade, de style néo-classique, s'élève sur deux étages décroissants, séparés par des cordons. Les travées sont séparées par des pilastres. Aux étages, les fenêtres ont été dotées, à la fin du XIXe siècle, de garde-corps en fonte. L'immeuble abrite une usine textile, fondée vers 1870 par E. F. Gramont, et reprise vers 1900 par Charles Pons. La façade conserve des traces d'inscriptions peintes en rouge : "Manufacture de coton et laine" (2e étage) et "Maison E. F. Gramont Ch. Pons Suc[cesseur]" (1er étage)[6].

- no  12 : immeuble. 
L'immeuble est construit au début du XIXe siècle, à l'angle de la rue de la Laque (actuel no 2). Il présente sur la place une étroite façade d'un style néo-classique particulièrement sobre. Le rez-de-chaussée est ouvert par une grande arcade de boutique, dont la voûte est légèrement surbaissée. Au 1er étage, les grandes fenêtres ouvrent sur un balcon filant qui possède un garde-corps en fer forgé à motifs géométriques. Le 2e étage est le résultat d'une surélévation de 1859, réalisée pour le compte de M. Blois : le comble à surcroît a été modifié et remplacé par un demi-étage, éclairé par de petites fenêtres, qui ont également des garde-corps en fer forgé. Une corniche moulurée et à denticules couronne l'élévation[7].

### Fontaine Wallace
Les fontaines Wallace se répandent en France à la fin du XIXe siècle sous l'impulsion d'un philanthrope britannique, Richard Wallace. Elles sont réalisées par les fonderies du Val d'Osne, sur un modèle du sculpteur Charles-Auguste Lebourg. La fontaine qui occupe le centre de l'esplanade Jean-Dieuzaide, installée en 1997, est une réédition contemporaine réalisée par la société GHM de Sommevoire.